# Joseph Wannenmacher
Joseph Wannenmacher (* 18. September 1722 in Tomerdingen, heute Gemeinde Dornstadt, Alb-Donau-Kreis; † 6. Dezember 1780 ebenda) war ein schwäbischer Barockmaler und Freskant.

## Leben und Werk

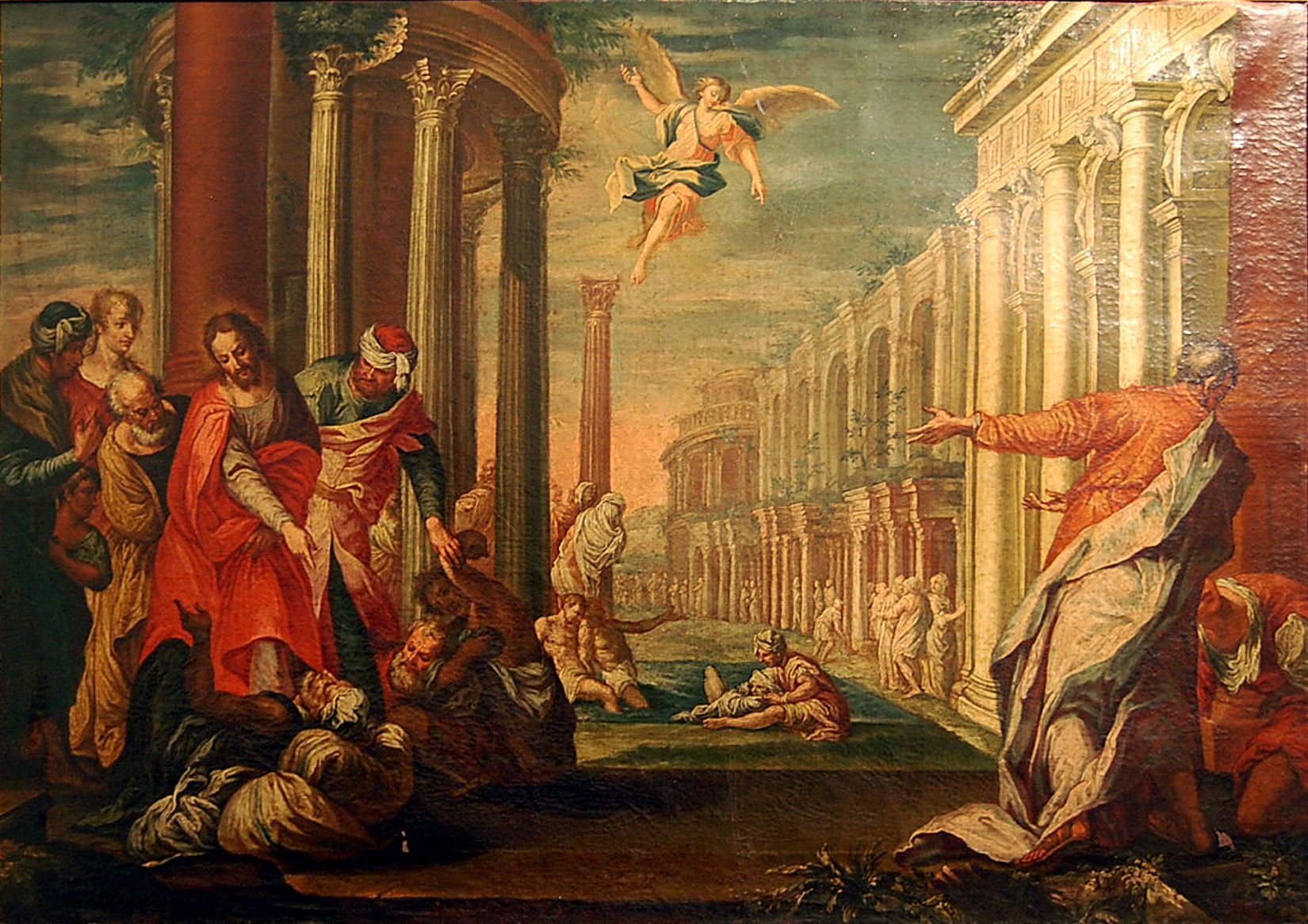
Ölbild von J.Wannenmacher, Johannes Kap.5 Vers 2, von 1770

Wannenmacher war Sohn des Hafners Johann Georg W. († 1740) und seiner dritten Frau Barbara, geborene Schmid. Er erhielt seine Ausbildung in Rom und signierte auch gelegentlich als „Accademico Romano pittore“.
Wannenmacher hat in zahlreichen Kirchen und Klöstern im südwestdeutschen Raum und der Schweiz gearbeitet und sein Werk umfasst 14 größere Deckengemäldezyklen. Er schuf unter anderem das Kardinalszimmer in Kloster Marchtal, das Deckengemälde der Wallfahrtskirche „Ave Maria“ in Deggingen, das Deckengemälde von St. Martinus in Donzdorf sowie die Freskierung der Predigerkirche in Rottweil, die Deckengemälde der Kirche in Zollikon, der Stiftsbibliothek St. Gallen und unter Leitung von Johann Christian Wentzinger die Ausmalung des Chors der Stiftskirche St. Gallen. Etliche Werke sind auch in Schwäbisch Gmünd erhalten geblieben, unter anderem die Franziskanerkirche, die St. Leonhardskirche und die Spitalkapelle St. Katharina. Im ehem. Kloster Elchingen, zu dem der Geburtsort Wannenmachers Tomerdingen gehörte, sind mehrere Objekte seines Œuvres erhalten geblieben, so drei Zunftkerzen, eine große Handwerkerfahne (1775), Leinwandbilder und Fresken (Sakristei). Tafelbilder, von denen Wannenmacher an die 100 geschaffen hat, besitzt neben dem Württembergischen Landesmuseum das Ulmer Museum.
Charakteristisch für Wannenmachers Stil sind in bauschige Gewänder gehüllte Gestalten mit rokokohaft grazil bewegten Armen und Beinen. Durch die dunkle Farbgebung unterscheiden sich seine Werke beträchtlich von den heiteren Rokokomalereien anderer süddeutscher Künstler seiner Zeit.
Vielleicht gerade wegen dieser Andersartigkeit seiner Kunst wurde Wannenmacher von Zeitgenossen hochgeschätzt.